# Christian Zimmermann (Reiter)

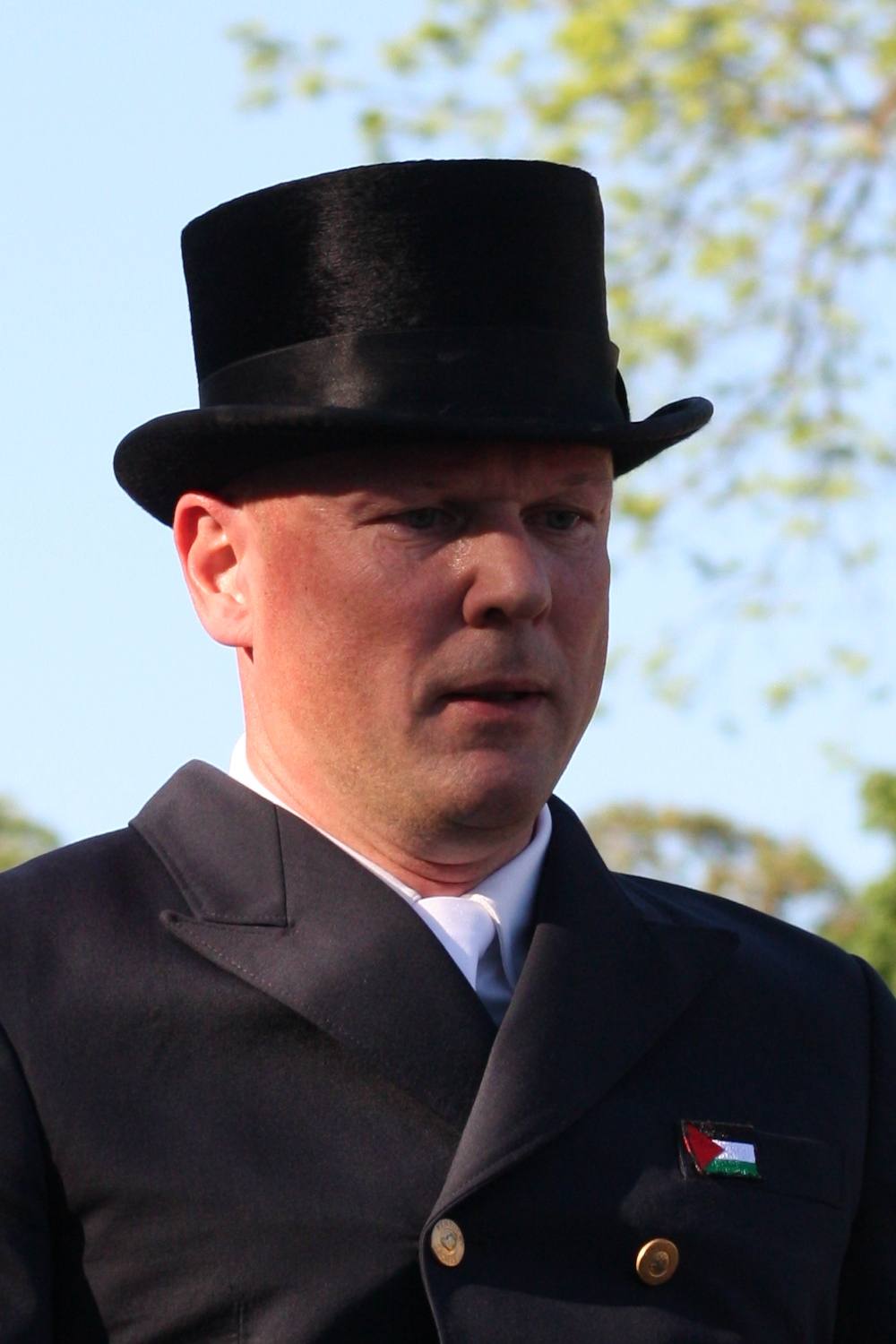
Christian Zimmermann (2013)

Christian Zimmermann (* 12. Dezember 1961 als Christian Brühe) ist ein Unternehmer und Dressurreiter. Er tritt im Sport seit dem Jahr 2013 für Palästina an.

## Unternehmer
Zimmermann wurde als Sohn eines Schreiners geboren, sein Vater führte den international tätigen Messebaubetrieb Uniplan. An der Universität zu Köln studierte Christian Zimmermann Betriebswirtschaftslehre.
Im Jahr 1987 geriet das Unternehmen seines Vaters in wirtschaftliche Schieflage, woraufhin die kreditgebenden Banken den Unternehmensberater Roland Berger engagierten. Christian Zimmermann nahm in dieser Zeit eine Tätigkeit im väterlichen Betrieb auf und unterbrach hierfür sein Studium für ein Jahr. Nach Abschluss seines Studiums wurde er bei der Roland Berger Strategy Consultants als Berater tätig. Im August 1990 trat er auf Wunsch des Aufsichtsrats in die Geschäftsführung von Uniplan ein. Bis zum Jahr 1993 übernahm er vom Vater und der Kreissparkasse Köln zusammen 49 Prozent der Anteile des Unternehmens. In den folgenden Jahren baute er Uniplan von einem Messebauunternehmen zu einer international tätigen Eventagentur um, es folgte der Umzug von Kerpen nach Köln-Mülheim.
Im Jahr 2000 übernahm Zimmermann das Unternehmen komplett von seinem Vater. Er ist heute CEO der Uniplan GmbH & Co. KG.

## Sportlaufbahn

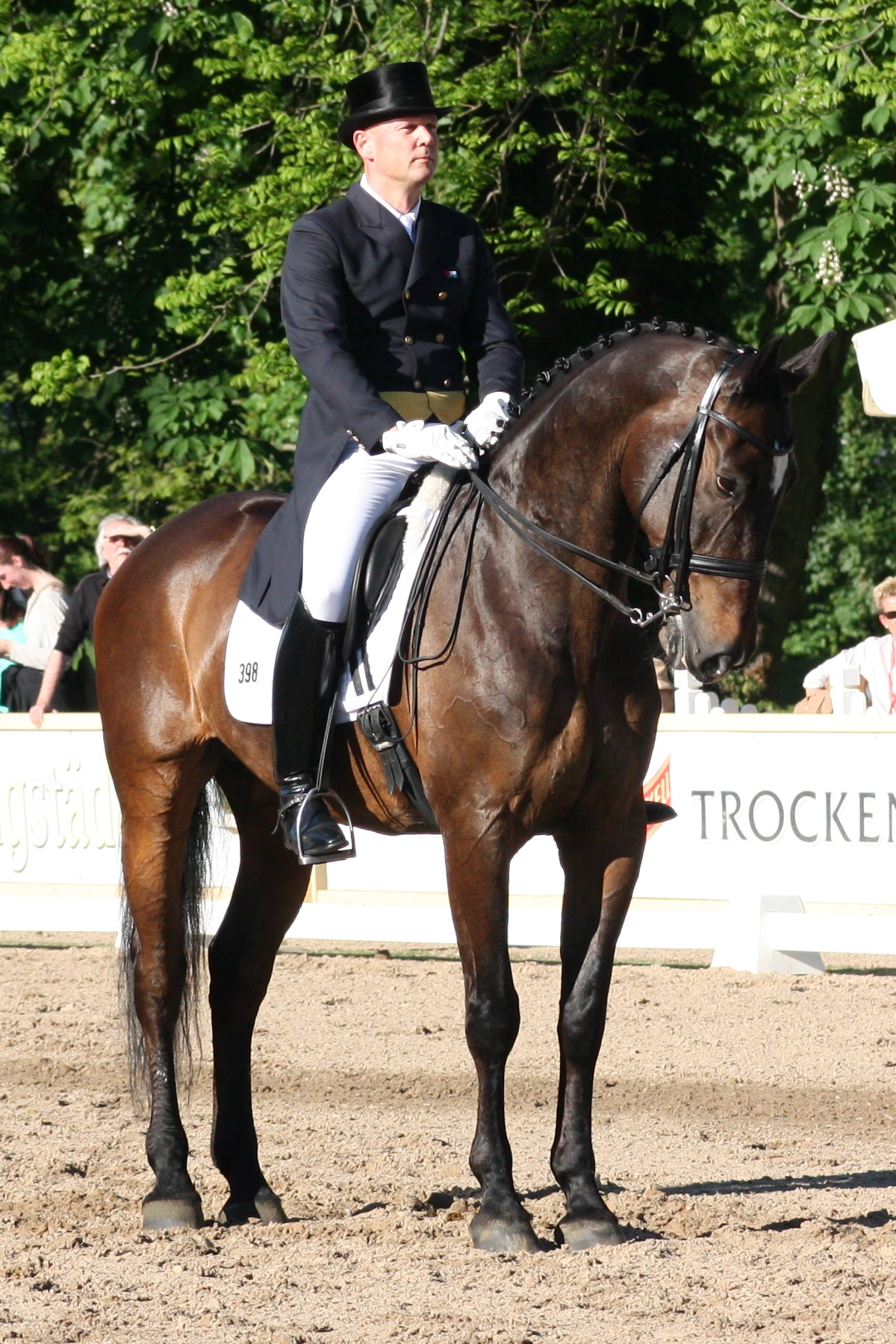
Christian Zimmermann (noch unter dem Namen Brühe) mit Cinco de Mayo beim CDI 4* Wiesbaden 2013

Christian Zimmermann ritt bereits in seiner Jugend und startete in Prüfungen bis hin zum Grand-Prix-Niveau. Zum Zeitpunkt seiner ersten beruflichen Tätigkeit in der väterlichen Firma hörte er im Alter von 21 Jahren mit dem Reiten auf. Im Jahr 2006 wandte er sich wieder dem Sport zu: Er begann wieder mit dem Reiten, arbeitete mit einem Fitnesstrainer und lief mehrere Halbmarathons. Im Dressurreiten ließ er sich zunächst von Jan Bemelmans trainieren, inzwischen ist der Finne Henri Ruoste sein Dressurtrainer. Er erwarb mehrere Dressurpferde und bestritt ab dem Jahr 2010, insbesondere mit dem Wallach Cinco de Mayo, wieder Grand-Prix-Prüfungen. Im Jahr 2011 ging er bei drei internationalen Turnieren an den Start und schloss alle zehn bestrittenen Prüfungen (Grand Prix, Grand Prix Spécial und Grand Prix Kür) mit jeweils über 60 Prozent ab.
Auf Vorschlag von Bekannten aus Palästina nahm er 2011 dessen Staatsbürgerschaft an. Da Deutschland den Staat Palästina nicht anerkennt, hatte dies für die deutschen Behörden keine Auswirkung auf seine bisherige Staatsbürgerschaft. Er behielt daher auch den deutschen Pass. Seit März 2013 führt ihn der Weltpferdesportverband FEI als palästinensischen Sportler. Mit Ergebnissen von inzwischen regelmäßig über 65 Prozent gelang ihm die Qualifikation für sein erstes internationales Championat, die Weltreiterspiele 2014. Mit Cinco de Mayo kam er hier auf ein Ergebnis von 66,329 Prozent im Grand Prix und schloss die Weltreiterspiele auf dem 68. Platz von 100 Teilnehmern ab.
Im Juni 2016 kam er auf einem internationalen Turnier erstmals auf über 70 Prozent, mit Cinco de Mayo bewerteten ihn die Richter in der Grand-Prix-Kür des CDI 4* Achleiten mit 70,500 Prozent. Zudem wurde er aufgrund seiner Erfolge in der FEI-Olympiarangliste zusammen mit Cinco de Mayo als erfolgreichstes Paar der olympischen Gruppe F (Afrika/Naher Osten) geführt. Damit sicherte er für Palästina einen Startplatz bei den Olympischen Sommerspielen 2016, für den er dann auch nominiert wurde. Er ging in Rio de Janeiro mit Aramis an den Start und erreichte hier mit 63,271 Prozent im Grand Prix de Dressage den 57. Platz von 60 Startern.

### Pferde
- Aramis 606 (* 1999), KWPN, Dunkelfuchs-Wallach, Vater: Scandic, Muttervater: Papillion[8]
- Cinco de Mayo (* 1999), Amerikanischer Holsteiner, brauner Wallach, Vater: Coriander, Muttervater: Alcatraz[9]

## Privates
Christian Zimmermann ist verheiratet und hat eine Tochter und einen Sohn.